# 1960 în științifico-fantastic
- 1959 în științifico-fantastic — 1960 în științifico-fantastic — 1961 în științifico-fantastic

1960 în științifico-fantastic a implicat o serie de evenimente:

## Nașteri și decese

### Nașteri
- Eric Brown
- Adam-Troy Castro
- Brenda Cooper
- Élise Fontenaille-N’Diaye
- Neil Gaiman
- Charles E. Gannon
- Nicola Griffith
- Peter F. Hamilton
- Colin Harvey (d. 2011)
- Nalo Hopkinson
- Harald Jacobsen
- Kathe Koja
- Ian McDonald
- Andreas Melzer
- Linda Nagata
- Kristine Kathryn Rusch
- Robert J. Sawyer
- D. W. Schmitt
- Christian Schwarz
- Melissa Scott
- Roland C. Wagner
- Manfred Weinland

### Decese
- John Russell Fearn (n. 1908)
- Heinz Gartmann (n. 1917)
- John Taine (Pseudonimul lui Eric Temple Bell) (n. 1883)
- Werner Wehr (Pseudonimul lui Heinz Gartmann) (n. 1917)

## Cărți

### Romane
- A Canticle for Leibowitz (Cantică pentru Leibowitz) de Walter M. Miller, Jr.
- Cruciadă în cosmos de Poul Anderson
- Omega de Robert Sheckley
- Slavers of Space de John Brunner

### Colecții de povestiri
- Notions: Unlimited de Robert Sheckley
- Păzitorii timpului de Poul Anderson
- Store of Infinity de Robert Sheckley

### Povestiri
- „Enigma tunelului” de I. M. Ștefan
- „Reclama parfumată” de I. M. Ștefan
- „Simfonia titanilor”  de Genrich Altshuller
- „Poligonul "Râul înstelat"”  de Genrich Altshuller
- „Căpitanul norocos”  de Genrich Altshuller
- „Floarea de foc”  de Genrich Altshuller

## Filme
| Titlu                              | Regizor                      | Distribuție                                                                | Țara                                                                               | Sub-Gen /Note     |
| ---------------------------------- | ---------------------------- | -------------------------------------------------------------------------- | ---------------------------------------------------------------------------------- | ----------------- |
| 12 to the Moon                     | David Bradley                | Ken Clark, Michi Kobi, Tom Conway                                          | Statele Unite ale Americii                                                         | [ 1 ] [ 2 ]       |
| A Corpse Hangs in the Web          | Fritz Böttger                | Alexander D'Arcy, Barbara Valentin                                         | Iugoslavia · Germania                                                              |                   |
| The Amazing Transparent Man        | Edgar G. Ulmer               | Douglas Kennedy, Marguerite Chapman                                        | Statele Unite ale Americii                                                         |                   |
| Atomic War Bride                   | Veljko Bulajic               | Bata Živojinović, Antun Vrdoljak                                           | Iugoslavia                                                                         | [ 3 ]             |
| Beyond the Time Barrier            | Edgar G. Ulmer               | Robert Clarke, Darlene Tompkins                                            | Statele Unite ale Americii                                                         | [ 4 ] [ 5 ]       |
| Dinosaurus!                        | Irvin Shortess Yeaworth, Jr. | Ward Ramsey, Paul Lukather, Kristina Hanson                                | Statele Unite ale Americii                                                         |                   |
| First Spaceship on Venus           | Kurt Maetzig                 | Yoko Tani, Oldrich Lukes, Ignacy Machowski                                 | Germania de Est · Polonia                                                          |                   |
| The Human Vapor                    | Ishirō Honda                 | Tatsuya Mihashi, Kaoru Yachigusa, Yoshio Tsuchiya                          | Japonia                                                                            |                   |
| Herrin der Welt                    | William Dieterle             | Martha Hyer, Lino Ventura, Wolfgang Preiss, Gino Cervi                     | Franța · Germania de Vest · Italia                                                 | [ 6 ] [ 7 ] [ 8 ] |
| Last Woman on Earth                | Roger Corman                 | Anthony Carbone, Betsy Jones-Moreland                                      | Statele Unite ale Americii                                                         |                   |
| The Lost World                     | Irwin Allen                  | Michael Rennie, Jill St. John, David Hedison, Claude Rains, Fernando Lamas | Statele Unite ale Americii                                                         | Film de aventuri  |
| Man in the Moon                    | Basil Dearden                | Kenneth More, Shirley Anne Field, Norman Bird                              | Regatul Unit al Marii Britanii și al Irlandei de Nord                              | [ 9 ]             |
| The Secret of the Telegian         | Jun Fukuda                   | Koji Tsuruta, Akihiko Hirata, Yoshio Tsuchiya                              | Japonia                                                                            |                   |
| The Silent Star                    | Kurt Maetzig                 | Guenther Simon, Oldrich Lukes, Yoko Tani                                   | Germania de Est                                                                    | [ 10 ]            |
| Space Men                          | Antonio Margheriti           | Rik Van Nutter, Aldo Pini, Jack Wallace                                    | Germania de Vest · Italia                                                          |                   |
| Mașina timpului (The Time Machine) | George Pal                   | Rod Taylor, Alan Young, Yvette Mimieux                                     | Regatul Unit al Marii Britanii și al Irlandei de Nord · Statele Unite ale Americii | [ 11 ]            |
| Visit to a Small Planet            | Norman Taurog                | Jerry Lewis, Joan Blackman, Fred Clark                                     | Statele Unite ale Americii                                                         |                   |
| The Wasp Woman                     | Roger Corman, Jack Hill      | Susan Cabot, Anthony Eisley, Michael Mark                                  | Statele Unite ale Americii                                                         |                   |
|                                    |                              |                                                                            |                                                                                    |                   |

## Premii
- Premiul Hugo pentru cel mai bun roman:[13] Infanteria stelară de Robert A. Heinlein